# Lijst van interlands Belgisch voetbalelftal 1980-1989 (vrouwen)
Deze pagina toont een chronologisch en gedetailleerd overzicht van de interlands die het Belgisch voetbalelftal speelde in de periode 1980 – 1989.

## Interlands

### 1980
|                                        |        |       |          |                                                                                                 |
| 1 mei 1980                             | België | 2 - 1 | Engeland | Opstelling België:                                                                              |
| Vriendschappelijk Albertpark, Oostende |        |       |          | Ottoy, Debock, Ledure, Caillet, Dierckx, Carette, Bultinck, Dubois, Gevers, Verdonck, Temmerman |

|                                                  |        |       |           | |
| 4 oktober 1980                                   | België | 2 - 3 | Nederland | Opstelling België: |
| Vriendschappelijk Sint-Jannekestadion, Herentals |        |       |           | Ottoy, Trus, Ledure, Weetjens, Luyckx, Dirckx, Bultinck (81' Carette), Dubois (82' Vanbuel), Gevers (83' Horemans), Verdonck, Temmerman |

|                                               |               |       |        |                                                                                                 |
| 25 oktober 1980                               | Noord-Ierland | 0 - 3 | België | Opstelling België:                                                                              |
| Vriendschappelijk Ahoghill Village, Ballymena |               |       |        | Noë, Weetjens, Caillet, Dierckx, Seymus, Dubois, Bultinck, Dirckx, Temmerman, Verdonck, Vanbuel |

|                                           |         |       |        | |
| 27 oktober 1980                           | Ierland | 1 - 0 | België | Opstelling België: |
| Vriendschappelijk Landsdowne Road, Dublin |         |       |        | Noë (81' Ottoy), Weetjens, Caillet, Dierckx, Seymus, Dubois, Bultinck, Dirckx, Temmerman, Verdonck, Vanbuel (82' Horemans) |

### 1981
|                         |        |       |          | |
| 23 augustus 1981        | België | 1 - 0 | Sardinië | Opstelling België: |
| Voorronde -Groep Tempio |        |       |          | Noë, Weetjens, Meyfroodt, Dierckx, Seymus, Dubois, Bultinck (81' Carrette), Denolf (82' Muller), Gevers, Verdonck, Vanbuel |

|                           |        |       |           | |
| 25 augustus 1981          | België | 0 - 1 | Schotland | Opstelling België: |
| Voorronde - Groep Sennori |        |       |           | Noë, Weetjens, Meyfroodt, Van De Maelen, Seymus, Dubois (82' Luyckx), Bultinck (81' Carrette), Muller, Gevers, Verdonck, Vanbuel |

|                                                          |        |       |        | |
| 29 augustus 1981                                         | België | 0 - 1 | Italië | Opstelling België: |
| Voorronde - Groep Cremonese Unione Sportiva, Castalsardo |        |       |        | Noë, Weetjens, Meyfroodt, Van De Maelen, Seymus, Dubois (81' Carrette), Luyckx, Muller (82' Denolf), Gevers, Verdonck, Vanbuel |

|                                                   |        |       |         | |
| 17 oktober 1981                                   | België | 4 - 1 | Ierland | Opstelling België:                                                                                         |
| Vriendschappelijk Koning Boudewijnstadion,Brussel |        |       |         | Noë, Weetjens, Van De Maelen, Meyfroodt, Seymus, Lemmens, Bultinck, Dirckx, Gevers, Verdonck, Van Rijmenam |

### 1982
|                        |           |       |              | |
| 12 juni 1982           | Frankrijk | 0 - 1 | België       | Opstelling België: |
| Vriendschappelijk Sens |           |       | 59' Verdonck | Noë (81' Ottoy), Weetjens, Gijbels, Dierckx, Seymus (85' Decorte), Lemmens, Bultinck (82' Luyckx), Dirckx (83' Poesen), Gevers, Verdonck, Vanbuel (84' Van Assche) |

|                                                      |        |       |           | |
| 25 september 1982                                    | België | 3 - 2 | Nederland | Opstelling België: |
| Kwalificatie groep 4 Koning Boudewijnstadion,Brussel |        |       |           | Noë, Weetjens, Dierckx, Poesen, Seymus, Lemmens (82' Decorte), Bultinck, Dirckx, Martens, Verdonck, Luyckx (81' Caillet) |

| |                  |       |        | |
| 6 november 1982                                                                                                | Denemarken       | 1 - 0 | België | Opstelling België: |
| Vriendschappelijk Tarnby Stadion, Tarnby Scheidsrechter: Ole Admundsen Assistenten: Alex Jacobsen Jan Damgaard | Nielsen-Mann 11' |       |        | Noë, Weetjens, Dierckx, Poesen, Van De Maelen, Martens, Bultinck (81' Dirckx), Caillet (82' Lemmens),Martens, Verdonck, Gevers |

### 1983
|                                                                                |                |   |            | |
| 5 maart 1983                                                                   | West-Duitsland | - | België     | Opstelling België:                                                                                  |
| EK kwalificatie Olympiastadion, Bergisch-Gladbach Scheidsrechter: Dieter Pauly | Gebauer 61'    |   | 6' Martens | Noë, Weetjens, Dierckx, Poesen, Van De Maelen, Martens, Bultinck,Lemmens, Martens, Verdonck, Gevers |

|                         |           |       |        | |
| 23 april 1983           | Nederland | 5 - 0 | België | Opstelling België:                                                                                               |
| Vriendschappelijk Breda |           |       |        | Noë, Weetjens, Dierckx, Poesen, Van De Maelen (81' Luyckx), Martens, Bultinck,Lemmens, Martens, Verdonck, Gevers |

|                                                 |                          |       |            | |
| 8 oktober 1983                                  | België                   | 2 - 2 | Denemarken | Opstelling België: |
| EK Kwalificatie Koning Boudewijnstadion,Brussel | Meyfroodt 81' Poesen 82' |       |            | Noë, Meyfroodt (81' Martens), Delombaerde, Poesen, Van De Maelen, Frederickx (82' Buysschaert), Dierckx, Bultinck, Gevers, Verdonck, Horenmans |

|                                                                                      |             |       |                | |
| 22 oktober 1983                                                                      | België      | 1 - 1 | West-Duitsland | Opstelling België: |
| EK Kwalificatie Koning Boudewijnstadion,Brussel Scheidsrechter: Jean-François Crucke | Martens 55' |       | 46' Neid       | Noë, Poesen (82'Weetjens), Buysschaert, Delombaerde, Dierckx, Gevers, Leemans (81' Frederickx), Vandenbroeck, Martens, Verdonck, Horenmans |

### 1984
|                                                                             |              |       |             | |
| 9 juni 1984                                                                 | België       | 1 - 1 | Frankrijk   | Opstelling België: |
| Vriendschappelijk Sint-Jannekestadion, Herentals Scheidsrechter: Jan Segers | Verdonck 30' |       | 79' Bauduin | Ottoy (81' Martens), De Vroede, Dierckx, Buysschaert, Van De Maelen, Vandenbroeck (83' Vansteenkiste), Leemans (82' Brand), Horemans, Marten, Verdonck, Gevers |

|                        |            |       |          | |
| 20 augustus 1984       | België     | 1 - 1 | Engeland | Opstelling België: |
| EK Kwalificatie Jesolo | Marten 81' |       |          | Noë, Dierckx, Buysschaert, Delombaerde (81' Freson), De Vroede, Vandenbroeck, Leemans, Horemans, Gevers, Verdonck, Martens |

|                          |        |       |        | |
| 21 augustus 1984         | Italië | 4 - 0 | België | Opstelling België: |
| Voorronde - Groep Caorle |        |       |        | Noë, Dierckx, Buysschaert (81' Martens), Delombaerde, De Vroede (82' Poesen), Tijtgat (83' Vandenbroek), Leemans, Horemans, Gevers, Verdonck, Martens |

|                                                   |        |       |                | |
| 23 augustus 1984                                  | België | 0 - 2 | West-Duitsland | Opstelling België: |
| Voorronde - Groep Caorle Scheidsrechter: Podavini |        |       |                | Noë, De Vroede (82' Vandenbroeck), Poesen, Freson, Martens, Leemans (81' Buysschaert), Horemans, Martens, Gevers, Verdonck, Dirckx |

|                           |        |       |                                                  | |
| 15 september 1984         | Spanje | 2 - 3 | België                                           | Opstelling België: |
| Vriendschappelijk Sevilla |        |       | 81' Martens C. 82' Van de Maelen 83' Schrymecker | Ottoy (82' Noë), Berten, Buysschaert (83' Deckx), Delombaerde, Van De Maelen, Horemans (82' Frederickx), Martens, Vandenbroeck (84' Schrymecker), Martens, Verdonck Gevers |

### 1985
|                                                |                                 |       |           | |
| 4 mei 1985                                     | België                          | 3 - 1 | Frankrijk | Opstelling België:                                                                                    |
| EK Kwalificatie Noorwegen '87 Groep 3 Zaventem | Verdonck Martens C. Schrymecker |       |           | Noë, Berten, Delombaerde, Poesen, Horemans, Gevers, Martens, Geerinck, Verdonck, Martens, Schrymecker |

|                        |         |       |        | |
| 24 augustus 1985       | Finland | 1 - 0 | België | Opstelling België: |
| Vriendschappelijk Pori |         |       |        | Noë, Berten (81' Frederickx), Poesen, Delombaerde, Buysschaert, Martens, Geerinck, Verdonck, Martens, Gevers (82' Vandebroeck), Schrymecker (83' Eeckhoudt, 84' Frederickx) |

| |             |       |                                        | |
| 28 september 1985                                                                                           | België      | 1 - 3 | Nederland                              | Opstelling België: |
| EK Kwalificatie Noorwegen '87 Gemeentelijk stadion, Zaventem Toeschouwers: 1.000 Scheidsrechter: J.p. Schon | Martens 21' |       | 20' Timisela 50' Boogerd 60' de Bakker | Noë, Buysschaert (81' Frederickx), Delombaerde, Poesen, Horemans, Gevers, Martens, Geerinck (82' Berten), Schrymecker, Verdonck, Martens |

|                                                           |        |       |        | |
| 9 oktober 1985                                            | Zweden | 5 - 0 | België | Opstelling België:                                                                                              |
| EK Kwalificatie Noorwegen '87 Stadsparksvallen, Jönköping |        |       |        | Noë, Delombaerde, Poesen, Van de Maelen, Horemans, Gevers, Martens, Verdonck, Martens, Schrymecker, Buysschaert |

### 1986
|                                                           |                                   |       |             | |
| 15 maart 1986                                             | Frankrijk                         | 3 - 1 | België      | Opstelling België: |
| EK Kwalificatie Noorwegen '87 Stadsparksvallen, Jönköping | Romagnoli 5' Sidibe 8' Musset 53' |       | 6' Verdonck | Noë, Buysschaert, Delombaerde, Poesen, Van de Maelen (81' Frederickx), Gevers (82' Deschepper), Martens, Nuytten, Eeckhoudt, Verdonck, Martens |

|                                           |        |       |         | |
| 23 augustus 1986                          | België | 0 - 5 | Finland | Opstelling België: |
| Vriendschappelijk Stadion Olivier, Knokke |        |       |         | Noë, Buysschaert, Poesen (83' Cotman), Delombaerde, Horemans, Martens, Nuytten, Gevers (81' Frederickx), Martens, Coolens |

| |                             |       |        | |
| 20 september 1986                                                                                  | Nederland                   | 3 - 0 | België | Opstelling België: |
| EK Kwalificatie Noorwegen '87 De Warande, Oosterhout Toeschouwers: 200 Scheidsrechter: Jean Lemmer | Timisela 10' Allot 15', 75' |       |        | Noë, Peeters, Delombaerde, Lejeune, Van De Maelen (81' Buysschaert), Gevers, Martens, Frederickx, Martens, Verdonck, Schrymecker (82' Buysschaert) |

|                                     |          |       |        | |
| 1 oktober 1986                      | België   | 1 - 2 | Zweden | Opstelling België:                                                                                           |
| EK Kwalificatie Noorwegen '87 Aalst | Verdonck |       |        | Noë (81' Ottoy), Peeters, Lejeune, Delombaerde, Thys, Gevers, Martens, Verdonck, Martens, Cotman, Frederickx |

### 1987
|                                                   |                 |       |        | |
| 23 mei 1987                                       | België          | 2 - 1 | Spanje | Opstelling België: |
| Vriendschappelijk Sportstadion Deroover, Machelen | Deschepper Maus |       |        | Noë, Buysschaert (81' Horemans), Delombaerde, Lejeune, Thys (84' Kinnaer), Deschepper (82' Frederickx), Marten, Cotman (83' Nuytten), Verdonck, Martens, Maus |

|                                                                                        |              |       |                   | |
| 18 oktober 1987                                                                        | België       | 1 - 1 | Tsjecho-Slowakije | Opstelling België: |
| Kwalificatie EK West-Duitsland '89 Pierre Cornelisstadion, Aalst Scheidsrechter: Schon | Verdonck 80' |       |                   | Noë, Bertels, Buysschaert, Delombaerde, Thys, Deschepper, Martens (65' Yde), Horemans, Gevers (65' Kinnaer), Verdonck, Martens |

|                                                                                  |        |       |                        | |
| 24 oktober 1987                                                                  | België | 0 - 2 | Frankrijk              | Opstelling België: |
| Kwalificatie EK West-Duitsland '89 Le Canonnier, Moeskroen Scheidsrechter: Burge |        |       | 10' Puentes 13' Musset | Noë, Bertels, Buysschaert, Delombaerde, Thys, Deschepper, Martens (67' Kinnaer), Horemans, Yde (42' Laurent), Verdonck, Martens |

|                                                                       |        |       |        | |
| 19 december 1987                                                      | Spanje | 1 - 0 | België | Opstelling België: |
| Kwalificatie EK West-Duitsland '89 Aranjuez Scheidsrechter: Francisco |        |       | Gevers | Noë, Bertels (75' Schrymecker), Buysschaert, Delombaerde, Verdonck, Thys, Deschepper, Martens, Laurent, Horemans, Gevers, Martens |

### 1988
|                                                                     |                   |       |                         | |
| 2 april 1988                                                        | Tsjecho-Slowakije | 0 - 0 | België                  | Opstelling België: |
| Kwalificatie EK West-Duitsland '89 Hodonin Scheidsrechter: Eksztajn |                   |       | 50' Gevers 77' Horemans | Noë, Bertels (75' Maus), Delombaerde, Verdonck, Thys, Deschepper, Martens, Horemans, Gevers, Martens (61' Schrymecker) |

|                                                                                |           |       |        | |
| 9 april 1988                                                                   | Bulgarije | 0 - 0 | België | Opstelling België: |
| Kwalificatie EK West-Duitsland '89 Slavia stadion, Sofia Scheidsrechter: Naoum |           |       |        | Noë, Deschepper, Delombaerde, Schrymecker (78' Martens), Thys, Kinnaer, Martens, Cotman (59' Maes), Gevers Verdonck, Horemans |

|                                                                                                  |           |       |                            | |
| 22 mei 1988                                                                                      | Frankrijk | 0 - 0 | België                     | Opstelling België: |
| Kwalificatie EK West-Duitsland '89 Slavia stadion, Loison-sous-Lens Scheidsrechter: Van Der Niet |           |       | 50' Coolens 62' Deschepper | Noë, Deschepper, Delombaerde, Schrymecker, Thys, Kinnaer (65' Maes), Martens, Cotman (44' Laurent), Martens, Verdonck, Coolens |

|                                                                    |                                                                                             |       |           | |
| 1 oktober 1988                                                     | België                                                                                      | 5 - 0 | Bulgarije | Opstelling België: |
| Vriendschappelijk Bergéstadion, Tienen Scheidsrechter: Assenmacher | Verdonck 1' Schrymecker 1' Gevers 2' Cotman 3' Kinnaer 4' Van Herle 5' Thys 14' Coolens 51' |       |           | Noë, Deschepper, Delombaerde, Martens, Thys, Kinnaer, Coolens, Cotman (34' Van Herle), Gevers, Verdonck, Schrymecker (56' Maes) |

|                                                                                     |              |       |        | |
| 29 oktober 1988                                                                     | België       | 1 - 0 | Spanje | Opstelling België: |
| Kwalificatie EK West-Duitsland '89 Veltwijckstadion, Antwerpen Scheidsrechter: Gunn | Verdonck 73' |       |        | Noë, Deschepper, Delombaerde, Martens, Thys, Kinnaer (67' Van Herle), Coolens, Cotman, Gevers, Verdonck, Schrymecker (40' Martens) |

### 1989
|                          |           |       |        | |
| 13 mei 1989              | Frankrijk | 2 - 0 | België | Opstelling België: |
| Vriendschappelijk Epinal |           |       |        | Noë, Buysschaert, Martens, Delombaerde, Thys (84' Deschepper), Kinnaer, Coolens (81' Laurent), Cotman (82' Van Herle), Gevers, Verdonck (83' Schrymecker), Martens |

|                          |        |       |          | |
| 14 mei 1989              | België | 0 - 2 | Engeland | Opstelling België: |
| Vriendschappelijk Epinal |        |       |          | Ottoy (81' Noë), Buysschaert (81' Laurent), Martens, Delombaerde, Thys, Minnaert, Coolens , Deschepper, Gevers, Verdonck, Martens |

|                                                        |                                              |       |           | |
| 15 oktober 1989                                        | Noorwegen                                    | 4 - 0 | België    | Opstelling België: |
| Vriendschappelijk Kongsvinger Scheidsrechter: Eriksson | Haugen 31' Staedet 43' Store 45' Staedet 75' |       | 25'Gevers | Noë, Demeester, Delombaerde, Martens, Buysschaert, Coolens, Van Herle (66' Maes), Deschepper, Schrymecker (61' Laurent), Gevers, Martens |

KBVB · A-internationals · Selecties · Statistieken · Bondscoaches · Belgisch mannenelftal · België U19 · België U17
1970-1979 ·
1980-1989 ·
1990-1999 ·
2000-2009 ·
2010-2019 ·
2020-2029
EK 2017, EK 2022
EK 2013, EK 2017, EK 2022, WK 2023
Albanië ·
Armenië ·
Australië ·
Azerbeidzjan ·
Bosnië en Herzegovina ·
Bulgarije ·
Canada ·
Denemarken ·
Duitsland ·
Engeland ·
Estland ·
Faeröer ·
Finland ·
Frankrijk ·
Griekenland ·
Hongarije ·
Ierland ·
IJsland ·
Italië ·
Japan ·
Joegoslavië ·
Kosovo ·
Kroatië ·
Litouwen ·
Luxemburg ·
Mexico ·
Moldavië ·
Nederland ·
Nieuw-Zeeland ·
Nigeria ·
Noord-Ierland ·
Noord-Korea ·
Noorwegen ·
Oekraïne ·
Oostenrijk ·
Polen ·
Portugal ·
Roemenië ·
Rusland ·
Schotland ·
Servië ·
Slovenië ·
Slowakije ·
Spanje ·
Thailand ·
Tsjechië ·
Tsjecho-Slowakije ·
Verenigde Staten ·
Wales ·
Zuid-Afrika ·
Zuid-Korea ·
Zweden ·
Zwitserland